# Jean-Baptiste d’Odet

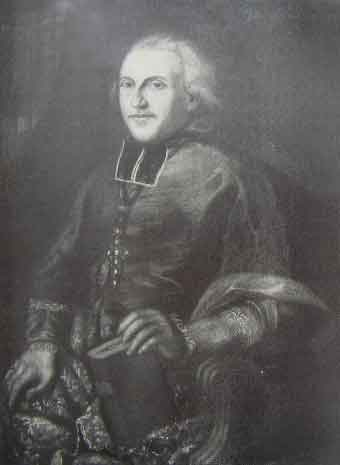
Jean-Baptiste d’Odet, Bischof von Lausanne 1796–1803

Jean-Baptiste d’Odet (* 2. August 1752 in Freiburg; † 29. Juli 1803 in Avry-devant-Pont) war von 1796 bis 1803 Bischof von Lausanne.

## Leben bis zur Bischofsernennung
Jean-Baptiste (Johannes der Täufer) d’Odet war ein Sohn von Joseph-Nicolas, Herrn zu Orsonnes, und seiner Ehefrau Anne-Marie de Delley. Er studierte in Paris und wurde 1774 zum Chorherrn von St. Nikolaus in Freiburg im Üechtland ernannt. Am 23. September 1775 erhielt er die Priesterweihe. 1781 wurde er Pfarrer von Assens, Kanton Waadt (Schweiz). 1787 veröffentlichte Pierre-François Favre, streitbarer Seelsorger zahlreicher ausländischer, nach Lausanne ausgewanderter aristokratischer Familien, unter dem Titel «Mémoire intéressant pour la paroisse d'Assens» eine Schmähschrift, die gegen seinen Pfarrer Jean-Baptiste d’Odet gerichtet war.

## Bischof von Lausanne
Am 27. Juni 1796 wurde Odet auf Betreiben des Nuntius Pietro Gravina zum Bischof von Lausanne ernannt und am 30. November 1796 konsekriert. Sein Episkopat war von der Französischen Revolution geprägt, die zahlreiche Geistliche als Emigranten nach Freiburg führte. 1795 gründete dort die aus Besançon vertriebene Leitung des Priesterseminars das erste tridentinische Seminar der Diözese, das allerdings nach dem Einmarsch der Franzosen bereits 1798 wieder geschlossen werden musste.
In der Helvetik gelang es ihm, aufgrund des Rates von Priestern, die mit den revolutionären Ideen sympathisierten, Konflikte mit den neuen Machthabern zu vermeiden. Er akzeptierte beispielsweise den Eid auf die Zivilkonstitution. Später ging er jedoch mit der Mehrheit seines Klerus auf Distanz zur Helvetischen Republik, als diese durch die Bildung eines Erziehungsrates den Einfluss der Kirche auf die Schule zurückzudrängen suchte.

## Die letzten Lebensjahre
Ab März 1801 zog sich Odet auf seinen Landsitz Avry-devant-Pont zurück, wo er auch starb. Er wurde in der Kapuzinerkirche von Bulle bestattet.

## Werke
- Hirtenbrief seiner hochfürstlichen Gnaden des Bischofs von Lausannen, an die Welt- und Ordensgeistlichen, wie auch an alle Christgläubigen seines Bisthusmes. Freiburg im Üechtland 1796, 17 Seiten (auch in französischer Sprache erschienen).